# اچ‌ام‌وی‌اس ویکتوریا (۱۸۵۵)
اچ‌ام‌وی‌اس ویکتوریا (۱۸۵۵) (به انگلیسی: HMVS Victoria (1855)) یک کشتی بود. این کشتی در سال ۱۸۵۵ ساخته شد.